# Apple A11 Bionic
El Apple A11 Bionic es un microprocesador (SoC) basado en la arquitectura ARM de 64 bits diseñado por Apple Inc y manufacturado por TSMC. Fue introducido y lanzado por primera vez en los móviles iPhone 8, iPhone 8 Plus, y el iPhone X el 12 de septiembre de 2017.
Posee dos núcleos de alto rendimiento 25% más rápidos que su antecesor el Apple A10 y cuatro núcleos de bajo consumo de energía con un 70% de rendimiento y eficiencia energética, comparado con el chip A10.

## Diseño
El A11 presenta una CPU de seis núcleos ARMv8-A de 64 bits, con dos núcleos de alto rendimiento a 2,39 GHz, llamados Monsoon, y cuatro núcleos de bajo consumo de energía, llamados Mistral.
Usa un nuevo controlador de rendimiento de segunda generación, que permite al A11 usar los seis núcleos simultáneamente, a diferencia de su predecesor, el A10. 
También integra una unidad de procesamiento de gráficos (GPU) de tres núcleos con un rendimiento de gráficos un 30% más rápido que el A10. Integrado en el A11 está el coprocesador de movimiento M11.
Dicho procesador también incluye un nuevo procesador de imagen que admite funciones de fotografía computacional, como la estimación de iluminación, la captura de color amplia y el procesamiento de píxeles avanzado.
El A11 es fabricado por TSMC usando un proceso FinFET de 10 nm y contiene 4.3 billones de transistores en un tamaño de matriz de 87.66 mm², un 30% más pequeño que el A10. Se fabrica en un paquete en paquete (PoP) junto con 2 GB de memoria LPDDR4X en el iPhone 8 y 5 GB de memoria LPDDR4X en el iPhone 8 Plus y iPhone 13
.

### Motor neuronal
El chip A11 también incluye hardware de red neuronal dedicado, que Apple llama "motor neuronal". Este hardware de red neuronal puede realizar hasta 600 mil millones de operaciones por segundo y se utiliza para Face ID, Animoji y otras tareas de aprendizaje automático. El motor neuronal permite a Apple implementar redes neuronales y de aprendizaje automático, que de una manera más eficiente en términos de energía utiliza la CPU principal o la GPU. Bloomberg dice que el "motor neuronal" es el fruto de los esfuerzos de Apple para mejorar su equipo de inteligencia artificial. En 2015 Bloomberg decía que "la naturaleza reservada de Apple dificultaba la atracción de científicos de investigación en IA" y desde entonces Apple ha reclutado personas y múltiples compañías que trabajan en IA, y ha publicado artículos relacionados con la investigación de IA. En octubre de 2016, Apple contrató a Russ Salakhutdinov como director de investigación de IA dentro de la compañía.

## Productos en los cuales están integrados los procesadores Apple A11
- iPhone 8 y 8 Plus
- iPhone X